# عملات معدنية تذكارية من دار سك العملة الملكية الكندية (1900-1999)
عملات معدنية تذكارية من دار سك العملة الملكية الكندية (1900-1999) إن أحد أكثر الجوانب المربحة في دار سك العملة الملكية الكندية (آر سي أم) هو خط إنتاجها المتعلق بالعملات. حيث يمكن القول إن أول عملة معدنية من دار سك العملة الملكية الكندية كانت دولار عام 1935 الذي يخلد ذكرى اليوبيل الفضي للملك جورج الخامس. ومع أنه كان مخصصًا للتداول إلا أنه كان أول عملة كندية تخلد ذكرى حدث ما. وقد اتخذ رئيس الوزراء آر بي بينيت قرار إصدار هذه العملة في أكتوبر 1934. توجد دوافع اقتصادية ووطنية لإصدار دولار فضي بما في ذلك الأمل في تعزيز صناعة تعدين الفضة. وفي السنوات المستقبلية سيكون للدولار الفضي معنى عاطفي أكثر بالنسبة للعديد من الكنديين لأنها أيضًا أول عملة تحمل نقش فوياجيور على ظهرها.

## ولادة العملات الفاخرة
إن التوسع في سلسلة العملات المعدنية عنصرًا أساسيًا في تسعينيات القرن العشرين. وكانت أول علامة بارزة هي إصدار العملة الذهبية من فئة مئتي دولار. ابتداءً من عام 1990 بيعت هذه العملة بسعر أعلى من قيمتها الاسمية. واحتفلت أول عملة باليوبيل الفضي لعلم كندا وبيعت مقابل 395 دولارًا أمريكيًا. أما أبرز هذه المجموعة فهي عملات الثقافات والتقاليد الكندية الأصلية التي سُكّت بين عامي 1997 و2000. وقد حازت عملة الهايدا على جائزة من الجمعية الملكية الكندية حيث فازت بجائزة أفضل عملة في معرض سنغافورة الدولي للعملات عام 1997.
سرعان ما انضمت سلسلة البلاتين إلى سلسلة العملات الذهبية من فئة المائتي دولار. كما عززت هذه العملات المعدنية عالية الجودة المخصصة لهواة الجمع دخول الكلية الملكية للموسيقى إلى سوق العملات الفاخرة. واكتملت مجموعة من أربع عملات بقيم اسمية 30 دولار و75 دولار و150 دولار و300 دولار على التوالي بأعمال فنية عالية الجودة زيّنت هذه القطع الفاخرة. وساهم فنانون بارزون مثل روبرت بيتمان وجلين لويتس في هذه المجموعات بتصاميم دببة قطبية وطيور. حيث بلغ سعر الإصدار لهذه المجموعات حوالي 1990 دولار وكان غلافها من خشب الجوز أو العنابي (لعام 1994) مع حشوة من جلد الغزال الأسود بأربعة ثقوب وشهادة أصالة.

## مجموعات العملات المعدنية من فئة الخمسين سنت

### سلسلة اكتشاف الطبيعة
| السنة | السمة                 | الفنان          | اللمسة الأخيرة | سعر الإصدار (مجموعة من 4 عملات معدنية) | إجمالي سك العملة | التصاميم                                                                       |
| ----- | --------------------- | --------------- | -------------- | -------------------------------------- | ---------------- | ------------------------------------------------------------------------------ |
| 1995  | طيور كندا             | جان لوك جروندين | إثبات          | 56.95 دولارًا                           | 172,377          | طيور البفن الأطلسية والكركي الأمريكي والغراب الرمادي والطيور الطائر أبيض الذيل |
| 1996  | الصغار المتوحشون      | دواين هارتي     | إثبات          | 59.95 دولارًا                           | 206,552          | عجل الموظ وصغار البط الخشبي وقطط الكوجر وأشبال الدب الأسود                     |
| 1997  | أفضل أصدقاء كندا      | أرنولد نوجي     | إثبات          | 59.95 دولارًا                           | 184,536          | نيوفاوندلاند ونوفا سكوشا ومسترد البط ولابرادور وكلب الإسكيمو الكندي            |
| 1998  | عمالقة المحيط في كندا | بيير ليدوك      | إثبات          | 59.95 دولارًا                           | 133,310          | الحوت القاتل والحوت الأحدب والحوت الأبيض والحوت الأزرق                         |
| 1999  | قطط كندا              | جون كروسبي      | إثبات          | 59.95 دولارًا                           | 83,423           | تونكينيز والوشق وسيمريك وكوغار                                                 |

### الذكرى السنوية التسعين لدار سك العملة الملكية الكندية
| السنة | السمة                                                                                                | الفنان    | سعر الإصدار  | ضرب النقود |
| ----- | --- | --------- | ------------ | ---------- |
| 1998  | جزء من مجموعة الذكرى التسعين لدار سك العملة الملكية الكندية. العملات المعدنية مطلية بطبقة غير لامعة. | أغو آراند | 99.00 دولارًا | 24,893     |
| 1998  | جزء من مجموعة الذكرى التسعين لدار سك العملة الملكية الكندية. العملات المعدنية مطلية بطبقة غير لامعة. | أغو آراند | 99.00 دولارًا | 18,376     |

### سلسلة الرياضة الكندية
| السنة | العملة رقم 1                                      | العملة رقم 2                                         | عملة رقم 3                             | عملة رقم 4                                  | الفنان           | لمسة أخيرة | سعر الإصدار (مجموعة من 4 عملات معدنية) | إجمالي سك العملة |
| ----- | ------------------------------------------------- | ---------------------------------------------------- | -------------------------------------- | ------------------------------------------- | ---------------- | ---------- | -------------------------------------- | ---------------- |
| 1998  | أول بطولة للتزلج الفني على الجليد للهواة عام 1888 | أول بطولة كندية للتزلج والجري والقفز عام 1898        | أول جولة كرة قدم كندية خارجية عام 1888 | جيل فيلنوف ، فوز بجائزة كندا الكبرى، 1978   | فريدريش ج. بيتر  | إثبات      | 59.95 دولارًا                           | 56,428           |
| 1999  | أول بطولة كندية مفتوحة للجولف، 1904               | أول سباق دولي لليخوت، الولايات المتحدة ضد كندا، 1874 | أول كأس رمادي ، 1904                   | اختراع كرة السلة بواسطة جيمس نايسميث ، 1891 | دونالد هـ. كيرلي | إثبات      | 59.95 دولارًا                           | 52,115           |

المصدر:

## سلسلة الدولار الفضي التذكاري

### 1935–1980
| السنة | السمة                                    | الفنان                    | ضرب النقود | سعر الإصدار  |
| ----- | ---------------------------------------- | ------------------------- | ---------- | ------------ |
| 1935  | دولار المسافر                            | إيمانويل هان              | 428,707    | 1.00 دولار   |
| 1939  | زيارة ملكية                              | إيمانويل هان              | 1,363,816  | 1.00 دولار   |
| 1949  | انضمام نيوفاوندلاند إلى الاتحاد          | توماس شينغلز              | 672,218    | 1.00 دولار   |
| 1958  | عمود الطوطم                              | ستيفن ترينكا              | 3,039,630  | 1.00 دولار   |
| 1964  | اجتماعات الكونفدرالية التذكارية          | دينكو فودانوفيتش          | 7,296,832  | 1.00 دولار   |
| 1967  | الذكرى المئوية الكندية                   | أليكس كولفيل وميرون كوك   | 6,767,496  | 1.00 دولار   |
| 1971  | الذكرى المئوية لكولومبيا البريطانية      | باتريك بريندلي            | 585,217    | 3.00 دولار   |
| 1973  | الذكرى المئوية للشرطة الملكية الكندية    | بول سيداربيرج             | 904,723    | 3.00 دولار   |
| 1974  | الذكرى المئوية لوينيبيج                  | بول بيدرسون               | 628,183    | 3.50 دولارًا  |
| 1975  | الذكرى المئوية لكالجاري                  | دي دي باترسون             | 833,095    | 3.50 دولارًا  |
| 1976  | الذكرى المئوية لمكتبة البرلمان           | باتريك بريندلي ووالتر أوت | 483,722    | 4.00 دولار   |
| 1977  | اليوبيل الفضي للملكة إليزابيث الثانية    | ريموند لي                 | 744,848    | 4.25 دولارًا  |
| 1978  | ألعاب الكومنولث                          | ريموند تايلور             | 640,000    | 4.50 دولارًا  |
| 1979  | غريفون تريسنتينيال                       | والتر شلوب                | 688,671    | 5.50 دولارًا  |
| 1980  | الذكرى المئوية للأقاليم القطبية الشمالية | دي دي باترسون             | 389,564    | 22.00 دولارًا |

### 1981–1999
كان عام 1981 أول عام تُصدر فيه الكلية الملكية للموسيقى نوعين مختلفين من الدولارات الفضية. إن الإصدار الأول هو النسخة التجريبية التي تتكون من نقش بارز مُجمد على خلفية مُخططة متوازية. أما الإصدار الثاني فهو النسخة اللامعة غير المُتداولة. صُنفت نتيجته على أنها نقش بارز لامع على خلفية لامعة.
| السنة | السمة                                                  | الفنان               | سك العملة (إثبات العملة) | سعر الإصدار (الإثبات) | سك العملة (بي يو) | سعر الإصدار (بي يو) |
| ----- | ------------------------------------------------------ | -------------------- | ------------------------ | --------------------- | ----------------- | ------------------- |
| 1981  | الذكرى المئوية للسكك الحديدية الكندية الباسيفيكية      | كريستوفر جوري        | 353,742                  | 18.00 دولارًا          | 148,647           | 14.00 دولارًا        |
| 1982  | ريجينا المئوية                                         | هانتلي براون         | 577,959                  | 15.25 دولارًا          | 144,989           | 10.95 دولارًا        |
| 1983  | ألعاب الجامعات العالمية                                | كارولا تيتز          | 340,068                  | 16.15 دولارًا          | 159,450           | 10.95 دولارًا        |
| 1984  | الذكرى المئوية الخامسة والخمسين لتورنتو                | د. ج. كريج           | 571,079                  | 17.50 دولارًا          | 133,563           | 11.40 دولارًا        |
| 1985  | الذكرى المئوية للحدائق الوطنية                         | كاريل روهليسك        | 537,297                  | 17.50 دولارًا          | 162,873           | 12.00 دولارًا        |
| 1986  | الذكرى المئوية لفانكوفر                                | إليوت جون موريسون    | 496,418                  | 18.00 دولارًا          | 124,574           | 12.25 دولارًا        |
| 1987  | الذكرى السنوية الـ 400 لجون ديفيس                      | كريستوفر جوري        | 405,688                  | 19.00 دولارًا          | 118,722           | 14.00 دولارًا        |
| 1988  | مصانع الحديد في سانت موريس                             | آر آر كارمايكل       | 259,230                  | 20.00 دولارًا          | 106,702           | 15.00 دولارًا        |
| 1989  | الذكرى المئوية الثانية لنهر ماكنزي                     | جون ماردون           | 272,319                  | 21.75 دولارًا          | 110,650           | 16.25 دولارًا        |
| 1990  | هنري كيلسي الذكرى المئوية الثالثة                      | د. ج. كريج           | 222,983                  | 22.95 دولارًا          | 85,763            | 16.75 دولارًا        |
| 1991  | فرونتيناك                                              | د. ج. كريج           | 222,892                  | 22.95 دولارًا          | 82,642            | 16.75 دولارًا        |
| 1992  | كينغستون إلى يورك ستيدج كوتش                           | كارستن سميث          | 187,612                  | 23.95 دولارًا          | 78,160            | 17.50               |
| 1993  | الذكرى المئوية لكأس ستانلي                             | ستيوارت شيروود       | 294,214                  | 23.95 دولارًا          | 88,150            | 17.50 دولارًا        |
| 1994  | فريق الكلاب الشمالي التابع للشرطة الملكية الكندية      | إيان د. سباركس       | 178,485                  | 24.50 دولارًا          | 65,295            | 17.95 دولارًا        |
| 1995  | الذكرى السنوية 325 لشركة خليج هدسون                    | فينسنت ماكيندو       | 166,259                  | 24.50 دولارًا          | 61,819            | 17.95 دولارًا        |
| 1996  | جون ماكنتوش وماكنتوش أبل                               | روجر هيل             | 133,779                  | 29.95 دولارًا          | 58,834            | 19.95 دولارًا        |
| 1997  | الذكرى السنوية الخامسة والعشرون لسلسلة قمم كندا وروسيا | والتر بيردن          | 184,965                  | 29.95 دولارًا          | 155,252           | 19.95 دولارًا        |
| 1997  | الذكرى السنوية العاشرة لـ لون دولار                    | جان لوك جروندين      | 24,995                   | 49.95 دولارًا          | لا يوجد BU        | غير متوفر           |
| 1998  | الذكرى السنوية الـ 125 لتأسيس الشرطة الملكية الكندية   | أدلين هالفورسون      | 130,795                  | 29.95 دولارًا          | 81,376            | 19.95 دولارًا        |
| 1999  | الذكرى السنوية الـ 225 لرحلة خوان بيريز                | د. ج. كريج           | 126,435                  | 29.95 دولارًا          | 67,655            | 19.95 دولارًا        |
| 1999  | السنة الدولية لكبار السن                               | س. أرمسترونج-هودجينز | 24,976                   | 49.95 دولارًا          | لا يوجد BU        | غير متوفر           |

## تعريف التشطيبات
- السبائك

نقش بارز على خلفية متوازية الخطوط
- الإثبات

نقش بارز على خلفية مرآة
- العينة

نقش بارز على خلفية من الساتان

## علامات السك
- إيه

استخدموها على عملة اختبار البلاديوم لعام 2005 للإشارة إلى أن العملات المعدنية سكوها من المجموعة أ.
- بي

استخدموها على عملة اختبار البلاديوم لعام 2005 للإشارة إلى أن العملات المعدنية سكوها من المجموعة بي.
- سي

وضعوها على العملات السيادية المنتجة في فرع أوتاوا التابع لدار سك العملة الملكية بين عامي 1908 و1919.
- دوت "نقطة"

في ديسمبر 1936 تنازل الملك إدوارد الثامن عن العرش لصالح أخيه الذي أصبح فيما بعد الملك جورج السادس. وكانت المشكلة أن دار سك العملة الملكية كانت تصمم تمثالًا للملك إدوارد الثامن والآن كان من الضروري إنشاء تمثال جديد. سكت العملات المعدنية من فئة 1 و10 و25 سنت في عام 1937 من قوالب تحمل تاريخ 1936 على الوجه الخلفي. ولتمييز أن هذه العملات صدرت في عام 1937 وضعت علامة سك نقطة على قوالب عام 1936 ويمكن العثور عليها أسفل العام. وقد لبّت هذه العملات الطلب على العملات المعدنية حتى أصبحت أدوات سك العملة الجديدة التي تحمل تمثال الملك جورج السادس جاهزة. في حين أن العملات المعدنية من فئة 10 و25 سنتًا أكثر شيوعًا فإن العملات المعدنية من فئة 1 سنت نادرة حيث يوجد حوالي نصف دزينة معروفة منها.
- أتش

استخدموها لتحديد العملات المعدنية التي سكتها دار سك العملة في برمنغهام لكندا والمعروفة أيضًا باسم دار سك العملة في هيتون حتى عام 1907.
- إنوكشوك

جميع العملات المعدنية المتداولة لدورة الألعاب الأولمبية فانكوفر 2010 تحمل علامة دار سك العملة إينوكشوك على الوجه الأمامي للعملة.
- السنة القطبية الدولية

يحتوي الوجه الأمامي للعملة المعدنية النقدية بقيمة 20 دولار أمريكي لعام 2007 على شعار عام القطب الشمالي الدولي على الوجه الأمامي للعملة.
- ورقة القيقب

سُكّت جميع العملات المعدنية التي تحمل علامة "ورقة القيقب" عام 1948 بسبب حالة طوارئ في أدوات سك العملات. أدى منح الهند استقلالها إلى إزالة رمز آي أن دي:آي أم بيه (الذي يعني "إمبراطور الهند") من تمثال الملك جورج السادس. ونظرًا للإقبال الشديد على العملات المتداولة عام 1948 لم يكن من الممكن سكّ عملات عام 1948 حتى استلام الأدوات الجديدة. وستُزال علامة آي أن دي:آي أم بيه من الأدوات الجديدة. في غضون ذلك أُنتجت عملات معدنية عام 1948 تحمل علامة "ورقة القيقب" عليها عام 1947. وسُكّت علامة صغيرة لـ"ورقة القيقب" بجانب الرقم 1947 على ظهر جميع العملات للدلالة على سنة الإصدار.
- بيه

من عام 2001 إلى عام 2006 سكت معظم العملات المعدنية من فئة واحد سنت وخمسة سنتات وعشرة سنتات وخمسة وعشرين سنتًا وخمسين سنتًا الصادرة للتداول بعلامة بيه لتمثيل عملية الطلاء الخاصة بدار سك العملة الملكية الكندية.
- شعار الألعاب البارالمبية

جميع العملات المعدنية المتداولة لدورة الألعاب البارالمبية في فانكوفر 2010 تحمل شعار الألعاب البارالمبية على الوجه الأمامي للعملة.
- شعار آر سي أم

في مؤتمر الجمعية الكندية للعملات (سي أن إيه) في يوليو 2006 كشفت الدار الملكية الكندية عن علامتها التجارية الجديدة التي ستُستخدم على جميع العملات المتداولة والعملات المعدنية. وكان الهدف من تطبيق هذه العلامة الجديدة هو تعزيز صورة الدار كعلامة تجارية. ويهدف الشعار إلى توعية مستخدمي العملات وجامعيها بأن الدار الملكية الكندية تسك عملات كندا. إن أول عملة متداولة تحمل هذه العلامة الجديدة هي عملة الدولارين بمناسبة الذكرى السنوية العاشرة. أما أول عملة معدنية تحمل هذه العلامة الجديدة فهي مجموعة عملات وطوابع سنوبيردز.
- تي/إي

في محاولة لرفع مستوى الجودة بدأت اللجنة الملكية الكندية بتجربة عملة ذهبية من سبائك الذهب بنسبة نقاء 99.999%. وكانت النتيجة عملة ذهبية من سبائك الذهب من نوع ورقة القيقب تحمل علامة دار السك T/É (للدلالة على Test/Épreuve). حيث كان التاريخ على وجه العملة 2007 وصدر منها 500 قطعة.
- دمية دب

عندما أصدرت الكلية الملكية للموسيقى مجموعتها من أغاني الأطفال والأقراص المدمجة تضمنت المجموعة عملة فضية إسترلينية من فئة دولار واحد. وحملت العملة علامة دار سك العملة على شكل دب.
- دبليو

استخدموه أحيانًا في مجموعات العينات المنتجة في وينيبيج بدءًا من عام 1998.
- دبليو/بيه

استخدموها في مجموعة الإصدار الخاص غير المتداولة لعام 2003. وتشير علامة دار السك دبليو إلى أن العملة المعدنية أنتجت في وينيبيج وتشير علامة بيه إلى أن العملات المعدنية مطلية.

## روابط خارجية
- الموقع الرسمي لدار سك العملة الملكية الكندية
- قانون دار سك العملة الملكية الكندية
- الجمعية الملكية الكندية لعلم العملات
- شبكة العملات الكندية
- أخبار العملات الكندية